# Ипс
Ипс (др.-греч. Ίψους) — исчезнувший город во Фригии. Точное местоположение города не определено. В истории знаменит Битвой при Ипсе в 301 году до н. э., в которой престарелый царь Антигон I Одноглазый потерял своё царство и жизнь.